# گلیند (زاکسونی)-آنهالت
گلیند (زاکسونی)-آنهالت (به آلمانی: Glinde) یک منطقهٔ مسکونی در آلمان است که در باربی واقع شده‌است. گلیند ۲۷۸ نفر جمعیت دارد.